# Calamus calamus
Calamus calamus es una especie de peces de la familia Sparidae en el orden de los Perciformes.

## Morfología
• Los machos pueden llegar alcanzar los 56 cm de longitud total.

## Distribución geográfica
Se encuentra en las  costas del  Atlántico occidental (desde Carolina del Norte y Bermuda hasta el Brasil ).